# LEGO Jurassic World
LEGO Jurassic World è un videogioco LEGO del 2015 di azione e avventura sviluppato da Traveller's Tales e pubblicato da Warner Bros. Interactive Entertainment su licenza di Universal Pictures, per PlayStation 4, PlayStation 3, PlayStation Vita, Nintendo 3DS, Wii U, Nintendo Switch, Xbox One, Xbox 360, macOS, Microsoft Windows, iOS e Android e basato sui film di Jurassic Park. Il gioco è stato pubblicato l'11 giugno, in contemporanea con l'uscita di Jurassic World in Italia.

## Trama
La trama segue le vicende di tutti e quattro i film della saga: la trilogia di Jurassic Park (Jurassic Park, Il mondo perduto - Jurassic Park e Jurassic Park III) e il primo capitolo della trilogia di Jurassic World.

## Modalità di gioco
Il gameplay di LEGO Jurassic World è simile agli altri videogiochi LEGO: quindi ci sono sempre dei puzzle ed enigmi da risolvere, una modalità gioco libero e una cooperazione tra due o più personaggi nel gioco. LEGO Jurassic World inoltre offre più di 100 personaggi sbloccabili, tra cui più di 20 specie di dinosauri. Nel gioco è possibile sbloccare anche Mr. DNA, un personaggio dei cartoni animati presenti nel film del 1993 Jurassic Park e il regista dei primi due film Steven Spielberg.

## Altri media
Un cortometraggio animato dal titolo LEGO Jurassic World: L'evasione di Indominus Rex (LEGO Jurassic World: The Indominus Escape) dalla durata di 24 minuti è stato reso disponibile sulla piattaforma Netflix nel 2016.
Uno special televisivo d'animazione diviso in due parti, intitolato LEGO Jurassic World: La mostra segreta (Lego Jurassic World: The Secret Exhibit), è stato distribuito in DVD nel 2018.
Nel 2020 è stata trasmessa una miniserie televisiva d'animazione dal titolo LEGO Jurassic World - La leggenda di Isla Nublar (Lego Jurassic World: Legend of Isla Nublar), composta da 13 puntate.

## Doppiaggio italiano

### Jurassic Park
| Personaggi     | Doppiatori italiani |
| -------------- | ------------------- |
| Alan Grant     | Luigi La Monica     |
| Ellie Sattler  |                     |
| Ian Malcolm    | Mauro Gravina       |
| John Hammond   | Fabrizio Temperini  |
| Robert Muldoon | Achille D'Aniello   |
| Ray Arnold     | Davide Marzi        |
| Lex Murphy     | Giulia Tarquini     |
| Tim Murphy     |                     |
| Dennis Nedry   | Alberto Bognanni    |
| Donald Gennaro |                     |
| Henry Wu       | Paolo De Santis     |
| Mr. DNA        | Vladimiro Conti     |
| Vic            | Valerio Sacco (??)  |
| Jerry Harding  | Davide Marzi        |

### Il mondo perduto - Jurassic Park
| Personaggi    | Doppiatori italiani   |
| ------------- | --------------------- |
| Ian Malcolm   | Mauro Gravina         |
| Sarah Harding |                       |
| Nick Van Owen |                       |
| Peter Ludlow  | Vladimiro Conti       |
| John Hammond  | Fabrizio Temperini    |
| Roland Tembo  | Achille D'Aniello     |
| Eddie Carr    | Sergio Lucchetti (??) |
| Kelly Malcolm |                       |

### Jurassic Park III
| Personaggi    | Doppiatori italiani      |
| ------------- | ------------------------ |
| Alan Grant    | Luigi La Monica          |
| Billy Brennan | Paolo De Santis          |
| Paul Kirby    | Domenico Strati          |
| Amanda Kirby  | Michela Alborghetti (??) |
| Eric Kirby    | Alex Polidori            |
| Udesky        | Valerio Sacco (??)       |
| Nash          | Achille D'Aniello        |
| Cooper        |                          |

### Jurassic World
| Personaggi      | Doppiatori italiani |
| --------------- | ------------------- |
| Owen Grady      | Andrea Mete         |
| Claire Dearing  | Federica De Bortoli |
| Barry           |                     |
| Vic Hoskins     | Fabrizio Temperini  |
| Gray Mitchell   |                     |
| Zach Mitchell   |                     |
| Simon Masrani   |                     |
| Lowery Cruthers | Corrado Conforti    |
| Henry Wu        | Paolo De Santis     |
| Vivian          |                     |
| Zara Young      |                     |

- Doppiaggio italiano: Studio Emme
- Voci Aggiuntive: Alberto Bognanni, Paolo De Santis, Davide Marzi, Valerio Sacco, Marco Bassetti